# Histoire d'Adrien
Histoire d'Adrien è un film del 1980 diretto da Jean-Pierre Denis, vincitore della Caméra d'or per la miglior opera prima al 33º Festival di Cannes.